# Jiří Půhoný
Jiří Půhoný (* 27. srpna 1992) je český lední hokejista hrající na pozici pravého křídelního útočníka.

## Život
S hokejem začínal v mužstvu HC Spartak Choceň, odkud přešel do mládežnických výběrů HC Dynamo Pardubice. Nejvyšší českou soutěž si za tento klub zahrál v sezóně 2013/2014, když již předtím působil v nižších národních soutěžích postupně v celcích HC Chrudim, HC Hradec Králové a HC Chotěboř. Počínaje sezónou 2013/2014 po dobu tří let své starty rozkládal mezi HC Pardubice a HC Šumperk, pouze v ročníku 2014/2015 nastoupil navíc na šest zápasů za Duklu Jihlava. Sezónu 2016/2017 začal v LHK Jestřábi Prostějov, odkud po 23 utkáních odešel na jedenáct zápasů do HC Frýdek-Místek a následně opět změnil působiště a přešel do celku HC Slavia Praha.